# Championnats d'Europe de course en montagne 2009
Les championnats d'Europe de course en montagne 2009 sont une compétition de course en montagne qui s'est déroulée le 12 juillet 2009 à Telfes im Stubai en Autriche. C'est la course de Schlickeralm qui accueille cette quinzième édition de l'épreuve.

## Résultats
La course senior masculine s'est disputée sur le parcours de 11 km comportant un dénivelé positif total de 1 440 m. Le Turc Ahmet Arlsan remporte son troisième titre d'affilée. Il devance l'Italien Marco De Gasperi et le Suisse Sébastien Epiney. L'Italie remporte le classement par équipes devant la France et la Turquie.
La course féminine se dispute sur un parcours de 9,4 km avec 970 m de dénivelé positif, elle est remportée par la Suissesse Martina Strähl devant l'Italienne Valentina Belotti. La championne du monde Andrea Mayr complète le podium. Le classement par équipes féminin est remporté par l'Italie qui devance la Suisse et le Royaume-Uni.
L'épreuve junior masculine est disputée le même circuit que les seniors femmes, elle est remportée par le Turc Yusuf Alici. Le parcours junior féminin fait 4 km avec 390 m de dénivelé positif, la course est remportée par la Turque Derya Altintas.

### Seniors
| Rang               | Athlète          | Pays      | Temps           |
| ------------------ | ---------------- | --------- | --------------- |
| Médaille d'or      | Ahmet Arlsan     | Turquie   | 58 min 26 s     |
| Médaille d'argent  | Marco De Gasperi | Italie    | 59 min 09 s     |
| Médaille de bronze | Sébastien Epiney | Suisse    | 59 min 19 s     |
| 4                  | Timo Zeiler      | Allemagne | 59 min 31 s     |
| 5                  | Raymond Fontaine | France    | 59 min 37 s     |
| 6                  | Martin Dematteis | Italie    | 1 h 00 min 04 s |
| 7                  | Saïd Jandari     | France    | 1 h 00 min 29 s |
| 8                  | Emmanuel Meyssat | France    | 1 h 00 min 58 s |

| Rang               | Pays                                                                                            | Points |
| ------------------ | ----------------------------------------------------------------------------------------------- | ------ |
| Médaille d'or      | Italie Marco De Gasperi (2e) Martin Dematteis (6e) Riccardo Sterni (9e) Bernard Dematteis (20e) | 17     |
| Médaille d'argent  | France Raymond Fontaine (5e) Saïd Jandari (7e) Emmanuel Meyssat (8e) Julien Rancon (11e)        | 20     |
| Médaille de bronze | Turquie Ahmet Arlsan (1er) Ali Haydar Tekgöz (15e) Erkan Kuş (16e) Erdinç Ekin (66e)            | 32     |

| Rang               | Athlète           | Pays        | Temps       |
| ------------------ | ----------------- | ----------- | ----------- |
| Médaille d'or      | Martina Strähl    | Suisse      | 54 min 39 s |
| Médaille d'argent  | Valentina Belotti | Italie      | 55 min 28 s |
| Médaille de bronze | Andrea Mayr       | Autriche    | 56 min 55 s |
| 4                  | Renate Rungger    | Italie      | 57 min 17 s |
| 5                  | Natalia Leontyeva | Russie      | 57 min 29 s |
| 6                  | Bernadette Meier  | Suisse      | 57 min 36 s |
| 7                  | Zhanna Vokueva    | Russie      | 58 min 01 s |
| 8                  | Kate Goodhead     | Royaume-Uni | 58 min 34 s |

| Rang               | Pays                                                                                                | Points |
| ------------------ | --------------------------------------------------------------------------------------------------- | ------ |
| Médaille d'or      | Italie Valentina Belotti (2e) Renate Rungger (4e) Maria Grazia Roberti (10e) Cristina Scolari (25e) | 16     |
| Médaille d'argent  | Suisse Martina Strähl (1re) Bernadette Meier (6e) Claudia Helfenberger (12e) Maya Chollet (35e)     | 19     |
| Médaille de bronze | Royaume-Uni Kate Goodhead (8e) Katie Ingram (9e) Rebecca Robinson (17e) Clare McKittrick (28e)      | 34     |

### Juniors
| Rang               | Athlète         | Pays    | Temps       |
| ------------------ | --------------- | ------- | ----------- |
| Médaille d'or      | Yusuf Alici     | Turquie | 50 min 29 s |
| Médaille d'argent  | Xavier Chevrier | Italie  | 50 min 44 s |
| Médaille de bronze | Candide Pralong | Suisse  | 51 min 39 s |

| Rang               | Pays                                                                                              | Points |
| ------------------ | ------------------------------------------------------------------------------------------------- | ------ |
| Médaille d'or      | Italie Xavier Chevrier (2e) Luca Cagnati (8e) Kelemu Crippa (10e) Marco Leoni (16e)               | 20     |
| Médaille d'argent  | Norvège Didrik Tønseth (6e) Jørgen Bye Brevik (9e) Sjur Prestsater (11e)                          | 26     |
| Médaille de bronze | Royaume-Uni Scott McDonald (5e) Alexander Hendry (13e) Robbie Simpson (14e) Ricky Challinor (42e) | 32     |

| Rang               | Athlète        | Pays    | Temps       |
| ------------------ | -------------- | ------- | ----------- |
| Médaille d'or      | Derya Altintas | Turquie | 23 min 15 s |
| Médaille d'argent  | Elif Karabulut | Turquie | 23 min 20 s |
| Médaille de bronze | Yasemin Can    | Turquie | 23 min 29 s |

| Rang               | Pays                                                                              | Points |
| ------------------ | --------------------------------------------------------------------------------- | ------ |
| Médaille d'or      | Turquie Derya Altintas (1re) Elif Karabulut (2e) Yasemin Can (3e)                 | 3      |
| Médaille d'argent  | Roumanie Andrea Loredana Ologu (4e) Raluca Morjan (8e) Iulia Alina Militaru (18e) | 12     |
| Médaille de bronze | Royaume-Uni Gina Paletta (6e) Victoria Graves (9e) Molly Haywood (13e)            | 15     |